# 穆罕默德·阿里·汗
穆罕默德·阿里·汗（阿拉伯语：محمد علي خان，1990年12月17日—），现名马克·亚当·林德，是一名拥有瑞典国籍的黎巴嫩足球运动员、教练员，司职后卫。

## 生平
阿里·汗出生于德国，自幼随家人迁居瑞典。2003年，他开始为瑞典第二级别联赛球队西弗伦达出场，当时他自报的出生年份是1986年。但当他准备为黎巴嫩国家足球队效力时，查阅出生证明文件发现他其实是1988年出生的，也就是阿里·汗15岁时已经开始踢职业足球比赛。2009年，他转会加盟另一支瑞典球队赫根。
2014年2月底，阿里·汗加盟中国足球超级联赛球队天津泰达。之后在2015年离开天津泰达，加盟哈姆斯塔德。2016年3月2日，成为西弗洛伦达的新经理。同时仍然为哈姆斯塔德效力。但是在执教俱乐部仅仅打了两场比赛之后，被迫在2016年3月10日终止合同，因为哈姆斯塔德不同意他同时踢球和执教。2016年11月28日，被任命为胡斯克瓦纳的主教练在胡斯克瓦尔纳的体育总监伊莎·伊斯坎德（Issa Iskander）去世后，林德接手此职位。2017年12月15日，成为诺尔比的新主帅。2019年10月23日，双方将合同延长至2022年。
2019年改名为马克·亚当·林德（Mak Adam Lind）。